# Jules Gailhabaud
Isidore Jules Gailhabaud, né le 31 août 1809 à Lille et mort à Paris 5e le 15 avril 1888, est un homme de lettres et historien d'art français.

## Biographie et œuvre
Jules Gailhabaud est l’un des enfants de Louis Joseph Gailhabaud, fabricant de fil retors et marchand de dentelles et d’Élisabeth Léonarde Peuvion. Son grand-père, Isidore-Archange-Joseph Peuvion, marchand de bas à Lille, était un collectionneur d’art éclairé.
Jules Gailhabaud commence sa carrière au commerce de ses parents, dont il prend la direction en 1830. Quatre ans plus tard, il prend la direction de l’établissement de Paris. En 1839, il quitte l’affaire familiale et se consacre alors à sa passion.
De 1839 à 1849, il rédige les Monuments anciens et modernes, ouvrages édités chez MM. Didot.
En 1843, il reçoit la médaille d’argent de la société française pour la conservation et la description des monuments historiques.
En 1844, il fonde, avec le libraire Antoine Leleux, la Revue archéologique.
En 1845, il crée la Bibliothèque archéologique, ou Recueil de documents sur l’histoire, l’archéologie, sorte de cours illustré qu’il continuait toujours en 1858.
De 1849 à 1857 il écrit L’Architecture du Ve au XVIIe siècle.
Eugène Pelletan donne de cet ouvrage un commentaire élogieux en affirmant que l’auteur traite avec « un regard de sympathie toutes les œuvres de la truelle sans exception, depuis la fontaine jusqu’à la halle, depuis la halle jusqu’à la maison, et depuis la maison jusqu’à l’hôpital. (L’histoire) est aussi complète que la société, c'est-à-dire aristocratique et plébéienne à la fois. ». 
Il laisse aussi une place « à la sculpture, à l’arabesque, à la peinture sur verre, à la mosaïque, à la ferronnerie. Il donne la physionomie entière du monument, (…) pas uniquement d’une forme abstraite par la parole, mais encore sous une forme sensible (…) Son ouvrage est mieux qu’un traité, c’est un musée. ».
En 1863 il publie L’Art dans ces diverses branches ou l’architecture, la sculpture, la peinture, la fonte, la ferronnerie chez tous les peuples, à toutes les époques, jusqu’en 1789.
Par la suite il prépare les Mœurs et coutumes, et un Dictionnaire d’archéologie illustrée.
Ayant consacré l’ensemble de sa fortune à ses travaux, il négocie avec le conseil municipal de la Ville de Paris, en 1866, la vente de sa bibliothèque, moyennant 100 000 francs et un emploi à vie.
En 1867, il travaille à l’élaboration du plan du musée l'Ustensillage (Carnavalet).
En 1868, il devient membre de l’Académie royale des beaux-arts de Bruxelles.
Il organise le musée Carnavalet « dans un but pédagogique avec une présentation chronologique puis thématique » mais la première Commission des beaux-arts de la Troisième République, l’accuse d’irrégularités et le « sacrifie ».
Il réclame alors l’exécution du marché avec la ville de Paris qui devait lui fournir un emploi à vie mais, à la suite de l'incendie de l'Hôtel de Ville de Paris, il ne peut présenter de preuve et il se retrouve alors sans plus aucune ressource. Il est contraint de demander un secours financier à l’État.
Ce n’est qu’en 1877, à la suite d'une enquête de moralité, qui conclut « Renseignements favorables à tous égards », qu’il obtiendra les indemnités littéraires du ministère de l’instruction publique. Il les touchera jusqu’à sa mort.